# Карл Нільсен (підводник)
Карл Нільсен (нім. Karl Nielsen; 30 вересня 1911, Гамбург — ?) — німецький офіцер-підводник, оберлейтенант-цур-зее резерву крігсмаріне.

## Біографія
1 жовтня 1935 року вступив на флот. З 1 жовтня 1935 по 14 лютого 1936 року пройшов підготовку в 3-й роті 4-го морського артилерійського дивізіону в Куксгафені. З 15 лютого по 30 вересня 1936 року служив в 1-й флотилії R-катерів. З 17 липня по 10 вересня 1938 року пройшов підготовку в 2-й роті 2-го морського унтерофіцерського навчального дивізіону у Везермюнде. З 11 вересня по 9 жовтня 1939 року служив в 4-му дивізіоні корабельних гармат в Штральзунді. З 1 березня по 7 серпня 1943 року пройшов курс підводника, 1-15 вересня — курс позиціонування (радіовимірювання), з 16 вересня по 15 жовтня — курс командира підводного човна. З 19 листопада 1943 по 5 травня 1945 року — командир підводного човна U-370, на якому здійснив 12 походів (разом 146 днів у морі). В травні був взятий в полон британськими військами.
Всього за час бойових дій потопив 2 кораблі загальною водотоннажністю 832 тонни.
| Дата          | Назва корабля | Тип                 | Тоннаж | Екіпаж | Загинули | Країна    |
| ------------- | ------------- | ------------------- | ------ | ------ | -------- | --------- |
| 31 липня 1944 | MO-101        | Патрульний катер    | 56     | ?      | ?        | СРСР      |
| 12 січня 1945 | Louhi         | Мінний загороджувач | 776    | 41     | 10       | Фінляндія |

## Звання
- Рекрут (1 жовтня 1935)
- Оберматрос резерву (30 вересня 1936)
- Матрос-єфрейтор резерву (1 квітня 1938)
- Боцмансмат ререзву (1 вересня 1938)
- Боцман резерву (30 січня 1940)
- Лейтенант-цур-зее резерву (1 вересня 1940)
- Оберлейтенант-цур-зее резерву (1 листопада 1942)

## Нагороди
- Медаль «За вислугу років у Вермахті» 4-го класу (4 роки)
- Залізний хрест
  - 2-го класу (17 липня 1940)
  - 1-го класу (13 листопада 1942)
- Нагрудний знак мінних тральщиків (11 березня 1941)